# St. Andreas (Grünthal)

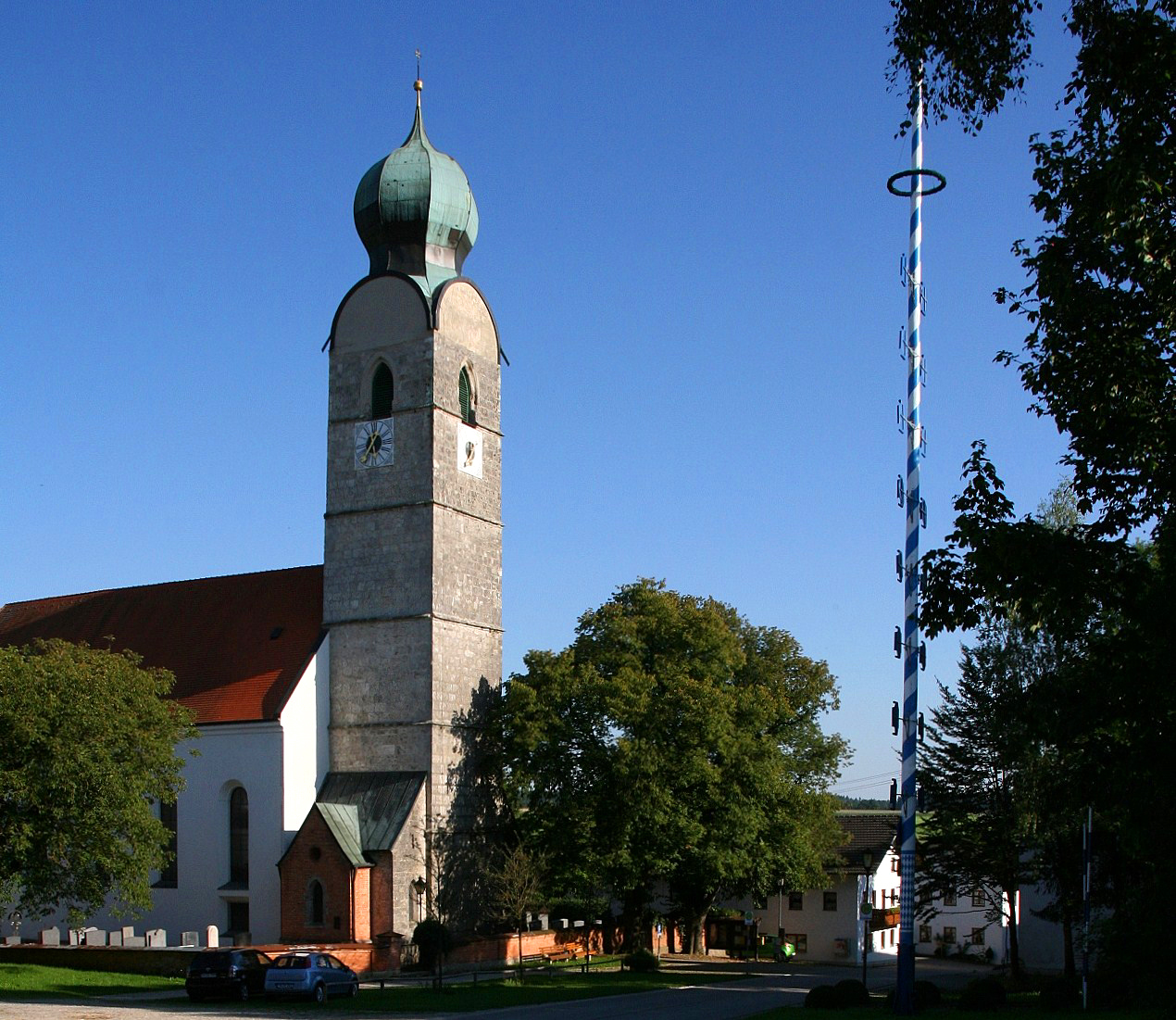
Pfarrkirche St. Andreas

St. Andreas ist eine römisch-katholische Pfarrkirche im Ortsteil Grünthal der Gemeinde Unterreit im Landkreis Mühldorf am Inn. Die Pfarrei Grünthal ist Teil des Pfarrverbands Kraiburg-Flossing und gehört zum Dekanat Mühldorf im Erzbistum München und Freising.

## Beschreibung
Der sechsgeschossige spätgotische Turm wurde um 1450 aus Tuffstein und Nagelfluh erbaut. Die barocke Dachzwiebel stammt aus dem Jahr 1720. Das einschiffige Langhaus wurde im neubarocken Stil 1897–99 ausgeführt, den spätgotischen Vorgänger ersetzend. Der farbenprächtige Innenraum zeigt noch originale barocke Einrichtung, zu welcher der Hochaltar, die beiden Seitenaltäre und die Kanzel zählen.